# Сімбухово
Сімбухо́во (рос. Симбухово, ерз. Симбухово) — селище у складі Кочкуровського району Мордовії, Росія. Входить до складу Семілейського сільського поселення.

## Населення
Населення — 2 особи (2010; 4 у 2002).
Національний склад (станом на 2002 рік):
- мордва — 75 %